# Гузаревич, Сергей Васильевич
Сергей Васильевич Гузаревич (бел. Сяргей Васільевіч Гузарэвіч; род. 21 сентября 2005, Луцковляны, Гродненская область) — белорусский футболист, полузащитник гродненского «Немана».

## Карьера
Футболом начал заниматься в СДЮШОР гродненского клуба «Белкард». Первым тренером был Владимир Робертович Андрушкевич. Позже футболист перебрался в структуру гродненского «Немана». Дебютировал за основную команду клуба 14 мая 2023 года в матче против «Сморгони», выйдя на замену на последних минутах основного времени. В июле 2023 года футболист вместе с клубом отправился на квалификационные матчи Лиги конференций УЕФА. По итогу сезона футболист стал серебряным призёром чемпионата.